# Alala
Alala (stgr Ἀλαλά; "okrzyk bitewny") – bojowy okrzyk z mitologii greckiej. Słowo pochodzi od czasownika ἀλαλή [alalē]. Starożytni grecy mieli nacierać na wroga właśnie z takim okrzykiem, w celu zasiania popłochu w ich szeregach. Hezjod podaje, że Ateńczycy interpretowali okrzyk jako pochodzący od dźwięku sowy, symbolu patronki miasta, Ateny.
W XX wieku okrzyk przyjął się wśród włoskich wojskowych. 7 sierpnia 1918 r. włoski poeta Gabriele D’Annunzio, pełniący wówczas służbę wojskową jako pilot, zaproponował towarzyszom broni, by zastąpić barbarzyński jego zdaniem okrzyk Hip, hip, hurra nowym - Eia, eia, eia, alalà. Następnego dnia wszyscy lotnicy mieli już chorągwie z nowym okrzykiem napisanym własnoręcznie przez D'Anunzio wraz z jego autografem i datą. Następnie okrzyk funkcjonował jako nieodłączny element przemówień poety w proklamowanej przez niego Regencji Carnaro. Zawołanie przyjęły także ruchy faszystowskie, a słowa Eia, eia, alalà stały się częścią refrenu Giovinezzy, włoskiego hymnu faszystowskiego.